# Sumber Hidup (Pedamaran Timur)
Sumber Hidup is een bestuurslaag in het regentschap Ogan Komering Ilir van de provincie Zuid-Sumatra, Indonesië. Sumber Hidup telt 3699 inwoners (volkstelling 2010).